# Didier Drogba
Didier Drogba (Abidjan, 11 de març de 1978) és un exfutbolista ivorià, que va desenvolupar la major part de la seva carrera a les files del Chelsea FC.

## Carrera futbolística

### Le Mans (1997-2002)
Quan va acabar l'escola Drogba va canviar les ciutats per estudiar la comptabilitat a la universitat i va haver de canviar de club, convertint-se en un aprenent a la Ligue 2 al Le Mans UC72. No obstant això, els seus primers dos anys allà es van veure entelades per les lesions i que estava físicament lluitant per fer front a la formació i el calendari de partits. L'exentrenador de Le Mans Marc Westerloppe comentar més endavant que "hi va portar Didier quatre anys per ser capaç de la formació de cada dia i jugar cada setmana ". D'altra banda, la vida familiar complicada Drogba significava que ell mai havia assistit a una acadèmia de futbol i només va començar a entrenar el futbol cada dia.
Als 21 anys, Drogba es va adonar que havia d'establir-se com un jugador abans o en cas contrari tindria poques possibilitats de convertir-se en futbolista professional. Va fer el seu debut al primer equip de Le Mans, i poc després va signar el seu primer contracte professional el 1999. La vida personal de Drogba va ser també cada cop més greu, ja que ell i la seva dona maliana Alla van tenir el seu primer fill, Isaac. Ell va esdevenir les seves noves responsabilitats, més tard dient: "el naixement d'Isaac va ser un punt d'inflexió en la meva vida, em va arreglar". La seva primera temporada, en què va marcar set gols en trenta partits, era un bon presagi per al futur, però durant la següent temporada no va estar a l'altura de les expectatives. Drogba va perdre el seu lloc (causa d'una lesió), cedint-li aquest mateix a Daniel Cousin, al seu retorn no va poder marcar durant la resta de la temporada. No obstant això, va tornar a formar la següent temporada, fent 21 aparicions i va marcar cinc vegades.

### Guingamp (2002–2003)
A mitjan temporada 2001-02 de la Ligue 1, el Guingamp va consolidar mesos d'interès amb una oferta de transferència per ell, deixant el Le Mans UC72 per un preu de £ 80.000. La segona meitat de la temporada 2001-02 va marcar 3 gols en onze partits. Les seves contribucions van ajudar el club a evitar el descens, però al cos tècnic seguien sense estar convençuts de la seva promesa. Tanmateix, en la temporada següent va premiar la paciència dels seus entrenadors, marcant 17 gols en 34 partits i ajudant el Guingamp a assolir la setena posició a la lliga, una posició històrica per l'equip. Va agrair els seus companys per la seva impressionant temporada, destacant les contribucions de l'extrem Florent Malouda, un "vell" amic de Drogba, com un factor clau en la seva prolificitat de gol. La seva sòlida trajectòria golejadora desperten l'interès de grans clubs i al final de la temporada fou traspassat a l'Olympique de Marsella de la Ligue 1 per un preu de £ 3,3 milions.

### Olympique de Marsella (2003-2004)
Alain Perrin entrenador de l'Olympique, va ser acomiadat a mitjan temporada i el va substituir José Anigo. Drogba va conservar el seu lloc en l'equip, marcant 19 gols i va guanyar el premi Jugador de l'Any (de la lliga francesa), permi concedit pel Sindicat Nacional de Futbolistes Professionals (UNFP). També va marcar cinc gols a la Lliga de Campions de la UEFA i sis a la Copa de la UEFA (actual Europa League. La seva camisa de la seva única temporada a l'OM també es troba enmarcada com un exvot a la basílica de Marsella, de Notre-Dame de la Garde, que va presentar a l'església abans de la final de Copa de la UEFA 2004. Drogba segueix sent una llegenda del club a Marsella, tot i jugar només una temporada per al club. Al final de temporada José Mourinho (recent entrenador del Chelsea) va veure que era un gran davanter i el va fitxar pel Chelsea; per 37,5 milions d'euros (24 milions de £).

### Chelsea FC (2004-2012)
Drogba signà el seu contracte amb el Chelsea FC el juliol de 2004, i va marcar el seu primer gol amb el nou equip en el tercer partit de la Premier League davant del Crystal Palace FC. Va haver d'interrompre la temporada quan es va esquinçar un múscul de l'estómac contra el Liverpool, que el va mantenir fora d'acció durant més de dos mesos. El Chelsea FC va guanyar la Premier League, essent aquesta la segona lliga en tota la història del club (la primera va ser la temporada 1954-1955). També van guanyar la Copa de la Lliga, amb un gol de Drogba en el temps extra en la victòria per 3-2 final, davant el Liverpool al Millennium Stadium, així com arribar a les semifinals de la Lliga de Campions. Drogba va marcar 16 gols en 40 partits amb el Chelsea en la seva primera temporada. 10 a la Premier, cinc a la Lliga de Campions i un a la final de Copa de la Lliga.
Drogba va començar la temporada 2005-06 en marcar dos gols en la victòria sobre l'Arsenal a la Community Shield. La seva reputació es va veure entelada enmig d'acusacions de frau durant el 2-0 del Chelsea en la victòria sobre el Manchester City FC, les repeticions van mostrar que havia utilitzat la seva mà per controlar la pilota abans d'anotar el segon dels seus dos gols. Això va ocórrer una setmana després d'un incident similar contra el Fulham, on el gol va ser anul·lat. En una entrevista després del partit amb la BBC, va reconèixer que havia manejat la pilota i quan l'entrevistador li preguntà sobre les denúncies sobre la seva tendència a regatejar la polèmica, va dir: "De vegades la regatejo, de vegades m'aturo", immediatament va retractar el seu comentari: "Jo no regatejo, jo jugo el meu joc". Els experts de la BBC van arribar a suggerir que havia entès malament la pregunta, a causa de les barreres de l'idioma.
Chelsea va passar a retenir el títol de lliga amb dos partits per jugar, convertint-se en tot just el segon equip a guanyar dos títols seguits a l'era de la Premier League. De nou Drogba va acabar amb 16 gols en la temporada, 12 en el lliga, dos a la Community Shield, un a la Lliga de Campions i un a la FA Cup.
El 22 de maig de 2012, Chelsea publicat una nota al seu lloc web oficial anunciant que Drogba "deixarà el club quan el seu contracte expira a finals de juny" del 2012. El 19 de juny de 2012, va declarar que s'uniria al Xangai Shenhua de la Superlliga xinesa, que a més integra el seu excompany d'equip del Chelsea Nicolas Anelka. Es va informar que va signar un contracte de dos anys i mitja en la qual guanyarà £ 200.000 a la setmana.

#### 2006/07

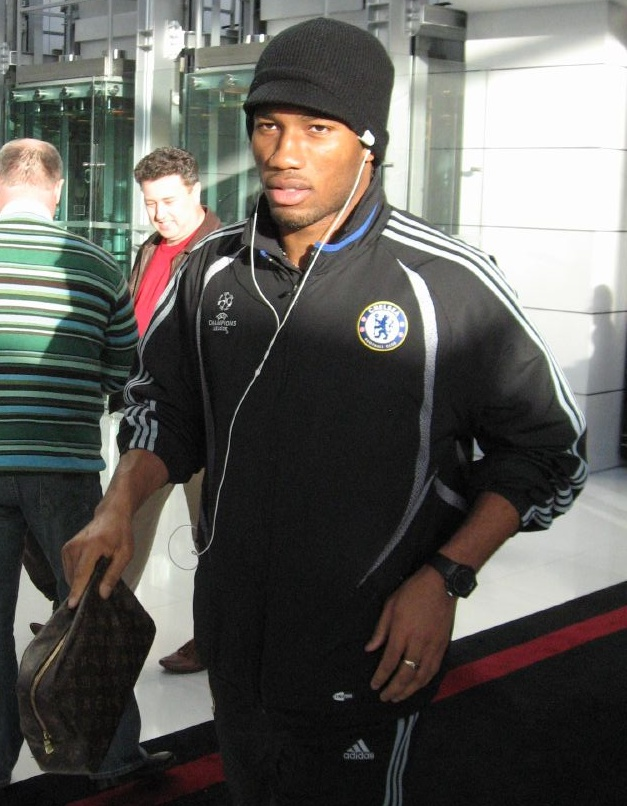
Drogba en un tour amb el Chelsea l'any 2007

Després de la sortida de Damien Duff al Newcastle United, Drogba va canviar el seu dorsal (el número 15) que havia utilitzat des del 2004 pel número 11 el dorsal del seu excompany Damien Duff. La temporada va ser un èxit personal per a Drogba, ja que va marcar 33 gols en totes les competicions (més que en les dues temporades anteriors combinades), inclosos 20 a la Premier League a guanyar el Golden Foot (pitxitxi de la Premier League, en una sola temporada). D'aquesta manera, va esdevenir el primer jugador del Chelsea des de Kerry Dixon el 1984-85 que arribava a 30 gols en una temporada. El desglossament dels seus 33 gols: 20 a la Premier League, sis a la Lliga de Campions, tres a la FA Cup i quatre a la Copa de la Lliga.
Entre els aspectes més destacats van ser els guanyadors d'anotar des de fora de l'àrea penal contra el Liverpool FC, l'Everton FC i el FC Barcelona, un gol de l'empat al minut 93 contra el FC Barcelona al Camp Nou i els gols tant del Chelsea en la seva victòria per 2-1 a la final de la Copa sobre l'Arsenal. També va completar dos hat-tricks. Un contra el Watford FC i l'altre contra el Levski Sofia a la Lliga de Campions, va ser el primer hat-trick en la competició europea, d'ençà que Gianluca Vialli ho aconseguís a la Copa de Campions de Copa del 1997. En el seu últim partit d'aquella temporada, va marcar el gol de la victòria sobre el Manchester United FC a la primera final de la FA Cup que es disputa en el nou estadi de Wembley. Això també va significar que es va unir a Norman Whiteside (Manchester United el 1983) i Mark Hughes (Manchester United el 1994), jugadors que han marcat gols en les dues finals nacionals en anglès en el mateix any, tot i Drogba va ser el primer jugador per acabar en l'equip guanyador després d'anotar en ambdues finals. El gener de 2007, Drogba va ser coronat com el Jugador de l'Any de Costa d'Ivori, per davant de Kader Keita, Aruna Dindane i Kolo Touré. Al març, va ser nomenat Futbolista Africà de l'Any, per primera vegada, per davant de Samuel Eto'o i el seu company d'equip del Chelsea Michael Essien. Les seves actuacions durant la temporada el va veure en l'Equip de PFA Premier League de l'Any.

#### 2007–08

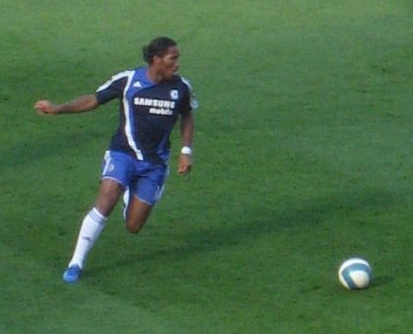
Drogba entrenant

La temporada 2007-08 va començar malament per Drogba com ell va expressar els seus dubtes sobre la sortida de José Mourinho. Ell era segons s'informa a plorar quan Mourinho li va dir que estava deixant el club, i va dir que "la sortida de Mourinho destrueix una certa familiaritat que teníem al club. Molts de nosaltres solíem jugar primer i més important per al gerent. Ara hem d'oblidar aquests sentiments i trobar una altra font de motivació ". Arran d'aquestes afirmacions, Drogba va dir la revista France Football "Vull deixar el Chelsea. Alguna cosa s'ha trencat amb el Chelsea, el dany és gran al vestidor". Tot i haver signat un contracte per quatre anys amb el club el 2006, segons informes Drogba va assenyalar diversos clubs afavorits en l'entrevista, la identificació de FC Barcelona, Reial Madrid, Inter de Milà o com a destinacions possibles en el futur, que més tard va admetre que ho lamentava i estava compromès al 100% amb el Chelsea. Aviat va recuperar la confiança de la junta directiva i dels afeccionats, en marcar en el 2-0 del Chelsea la victòria sobre el Middlesbrough el 20 d'octubre de 2007, davant el Schalke 04 a la Lliga de Campions, quatre dies després, i 2 gols contra el Manchester City FC, donant un excel·lent rendiment en tots.
Drogba va continuar marcant gols, però va patir una lesió al camp d'entrenament i va decidir sotmetre a una operació al genoll. Ell no va poder jugar durant quatre setmanes i es va perdre els partits claus contra el València CF, Arsenal FC i Liverpool FC. Drogba va tornar d'una lesió per jugar en un partit de FA Cup tercera ronda contra el QPR i portava el braçalet de capità durant els últims 30 minuts en què va estar en pista, però aquesta va ser la seva última actuació per als blaus abans dels seus compromisos internacionals a la Copa Africana de Nacions. En tornar Drogba va marcar un gol el 2008 Final Copa de la Lliga, que el va convertir en el màxim golejador de tots els temps a la Copa de la Lliga amb quatre finals. També va esdevenir el primer jugador a marcar en Lliga tres finals de Copa i el primer a marcar en tres finals consecutives de la Copa anglesa nacionals. Va marcar els dos gols en una clau victòria per 2-1 davant l'Arsenal el 23 de març de 2008, que va prendre el Chelsea empatats a punts amb el líder Manchester United FC.
El 26 abril 2008 Drogba va enfrontar la polèmica després d'un enfrontament amb el defensa del Manchester United FC Nemanja Vidic. El defensor serbi li van haver de posar punts de sutura al llavi després de perdre una dent en el xoc. Hi va haver discussió sobre si Drogba va tenir la intenció o no de perjudicar al seu rival. El debat també es diu en dubte un incident anterior el 26 de novembre de 2006, on Drogba li va donar un cop de colze Vidic. Manchester United, Sir Alex Ferguson va expressar la seva preocupació per donar-li un cop de colze a la Premier League. Tot i especulació dels mitjans, targeta groga de Drogba per al xoc va ser considerat un càstig adequat per la FA. La controvèrsia encara arrossega el jugador que abans de la Lliga de Campions semifinal partit de tornada amb el Liverpool, Drogba va ser acusat de busseig per l'entrenador del Liverpool, Rafael Benítez. Benítez va afirmar haver recopilat un dossier de quatre anys de "busseig" Drogba pallassades, però Drogba retornat el cop a Benítez en una entrevista.
El 30 abril 2008 Drogba va marcar dos gols en la Lliga de Campions semifinal contra el Liverpool FC, que el Chelsea va guanyar per 3-2 a Stamford Bridge. Aquesta va ser la primera vegada que el Chelsea havia derrotat el Liverpool a les semifinals de la Lliga de Campions, després d'haver perdut les seves dues reunions anteriors a Liverpool. Això també va portar el Chelsea l'assoliment de la seva primera Final de la Lliga de Campions. Drogba va esdevenir el màxim golejador del Chelsea a la competició europea, els dos gols que va marcar posar el seu compte als 17, superant el rècord de Peter Osgood, de 16. Drogba va ser expulsat al minut 117 de la Final de Lliga de Campions per bufetejar defensor del Manchester United FC Nemanja Vidic, convertint-se en el segon jugador en ser expulsat en una final de Copa d'Europa - després de Jens Lehmann el 2006 -. i el primer per conducta violenta, el Chelsea va perdre 6-5 als penals després de l'empat 1-1. El capità de l'equip, John Terry, va ocupar llençar el 5 penal (que sería el de la victòria), però es va relliscar mentre estaba disparant el penal, al final el Chelsea va perdre la final.

#### 2008–09

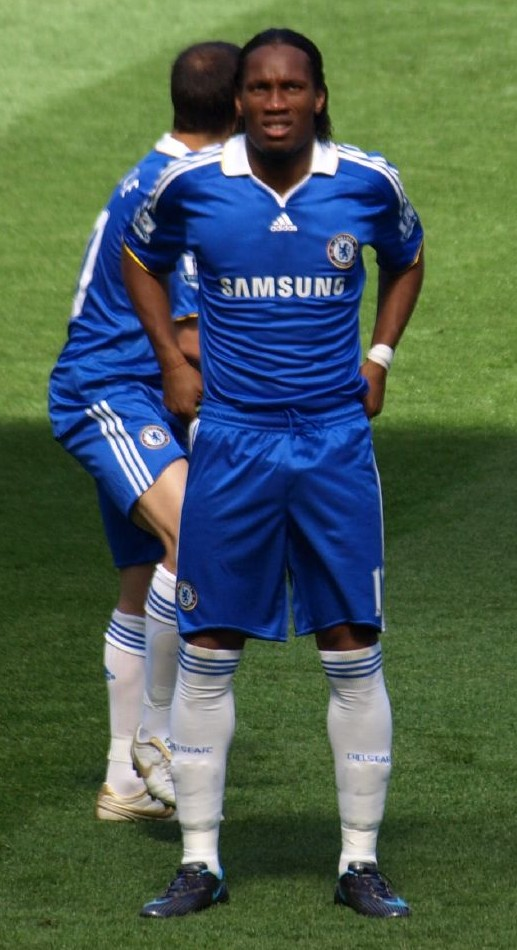
Drogba jugant amb el Chelsea l'any 2008.

Drogba va patir una sèrie de lesions al començament de la temporada i va lluitar per recuperar la forma, la manca de jocs d'agost a novembre, a causa de problemes de genoll. Va marcar el seu primer gol de la temporada a mitjans de novembre, però hi havia poques raons per celebrar: ell va incórrer en una acció disciplinària i la prohibició de tres partits per llançar una moneda a l'aire de nou a la tribuna i el Chelsea va patir una derrota Copa de la Lliga contra el Burnley. Drogba va marcar el seu segon gol de la temporada amb una victòria per 2-1 davant del CFR Cluj a la Lliga de Campions de la UEFA, mentre que el seu primer gol a la Premier League de la temporada es va produir en una victòria per 2-0 davant el West Bromwich Albion a finals de desembre de 2008. Després d'haver perdut molts partits per lesió i suspensió, Drogba havia perdut el seu lloc el primer equip i l'entrenador Scolari va fer jugar ha Nicolas Anelka com a únic davanter en lloc d'aparellar els dos. No obstant això, es va decidir a recuperar la seva posició en l'equip i el Chelsea es va mantenir interessat a mantenir l'ivorià.
Després de la contractació temporal de Guus Hiddink, a principis de febrer després de la destitució de Scolari, Drogba va gaudir d'un rejoveniment de la classe, tornant a la seva rica forma de gol, amb quatre gols en cinc partits després que el nou entrenador es va fer càrrec. La seva recuperació en forma el va veure en dues ocasions contra el Bolton Wanderers, i quatre vegades en quatre partits de la Lliga de Campions, un a cada tram dels vuitens de final i quarts de final de la competició davant el Juventus FC i el Liverpool, respectivament, amb aquests objectius que garanteixin el pas del Chelsea a les semifinals de final. Tot just quatre dies després que els seus actes heroics Lliga de Campions, Drogba va marcar un tardà gol a la FA Cup semifinal partit contra l'Arsenal després de superb passi de Frank Lampard va trobar Drogba i amb extrema cura porter de l'Arsenal Lukasz Fabianski. Drogba també va causar controvèrsia després de Champions del Chelsea, semifinal de la Lliga derrota a mans del FC Barcelona. Sensació que moltes decisions s'havia anat contra el Chelsea, Drogba, substituït davant l'àrbitre Tom Henning Ovrebo després del xiulet final. Ell va rebre una targeta groga en el procés i es va registrar al crit de "Quina vergonya de merda!" en una càmera de televisió en viu. El 17 de juny de 2009, la UEFA posteriorment li va lliurar una prohibició de sis jocs a Europa amb els dos últims partits suspesos. La prohibició de llavors va ser tallat per un partit després d'una apel·lació presentada pel Chelsea. Al final de la FA Cup 2009 que va marcar el primer gol, va passar a guanyar 2-1. Va ser el seu sisè gol en una copa de gran final a Anglaterra. Encara Drogba havia expressat prèviament el seu desig de canviar de club, que va decidir romandre amb els Blues amb el seu nou entrenador, Carlo Ancelotti, i signar un nou contracte.

#### 2009–10
Drogba va començar la temporada en bona forma per al Chelsea, marcant un penal durant un penal a la Community Shield contra el Manchester United, abans d'anotar dues vegades en una victòria de 2-1 sobre el Hull City. Drogba es va guanyar una passada, quan va ser enderrocat a l'àrea per donar a Chelsea una pena, que Frank Lampard, degudament convertit, en una victòria de 3-1 sobre el Sunderland. En tercer joc del Chelsea de la temporada contra el West London-rivals Fulham, Drogba va marcar el seu tercer gol de la temporada. Drogba va marcar el seu quart gol de la temporada, contra l'Stoke City, Chelsea va acabar guanyant el partit 2-1 amb una vaga a finals de Malouda. Va afegir un cinquè a casa contra rivals de Londres Tottenham Hotspur el 20 de setembre. Ell va marcar el seu gol número 100 per al Chelsea en una derrota per 3-1 davant el Wigan Athletic. Drogba va tornar a ser important en el triomf 2-0 sobre el títol dels seus rivals de Liverpool el 4 d'octubre. Ell va assistir als dos gols, l'establiment de Nicolas Anelka i Florent Malouda. A continuació, es va marcar un cop de cap contra el Blackburn el 24 d'octubre de 2009, portant el seu compte personal a la impressionant xifra de vuit gols en onze partits, marcant el seu tercer gol en dos partits. Drogba va continuar la seva bona forma marcant un cop de cap contra el Bolton Wanderers en una golejada de 4-0 a la Carling Cup, Drogba va arribar a marcar un gol excel·lent equip en la mateixa setmana amb una altra victòria per 4-0 contra el Bolton Wanderers de la Premier League.
Després de perdre els tres primers partits de la Lliga de Campions per al Chelsea amb la prohibició, Drogba va començar el quart joc contra la banda espanyola Atlètic de Madrid. Va marcar dos gols en els últims deu minuts i el partit va acabar 2-2. L'últim és un esforç en solitari bé en la qual va vèncer a diversos dels jugadors de l'oposició i va tenir el seu primer esforç salvat pel porter, però després amb ranures en el rebot. El 29 de novembre, Drogba ha marcat dos gols contra l'Arsenal de Londres rivals a l'Emirates Stadium, el segon dels quals un tir lliure des de fora l'àrea. Es va elevar el seu compte per a la temporada de 14 gols en 16 partits. El 12 de desembre, Drogba va continuar impressionant amb 2 gols en l'empat 3-3 contra l'Everton.
Entre el 3 i 30 de gener Drogba estava a la Copa Africana de Nacions deure i va tornar el 2 de febrer contra el Hull City, on ell va marcar un equalitzador de 40 minuts per empatar el joc 1-1. El 24 de març, Drogba ha marcat el seu gol número 30 de la temporada en un partit fora de casa contra el Portsmouth.
El 9 de maig, Drogba inspirat el Chelsea per guanyar la Premier League en marcar un hat-trick en la victòria per 8-0 sobre el Wigan Athletic. En fer-ho, no només va recollir la medalla del seu tercer guanyador de la Lliga, però també va guanyar la Bota d'Or de la temporada, la segona ocasió de fer-ho, pel cap de la taula amb 29 gols a la lliga, superant a Wayne Rooney el títol que es van quedar en 26 gols. Tots dos jugadors tenien el mateix nombre de gols (26) abans del començament dels seus partits respectius. No obstant això, durant el joc, Drogba, que semblava ser clarament enutjat amb el seu company d'equip i regular pena de prenedor de Frank Lampard, després de Lampard es va negar que Drogba executar un penal que portaria el Chelsea a anar a 2-0 i donar-li l'oportunitat de guanyar el bota d'or. Lampard va marcar el penal, però Drogba no celebrar amb els seus companys d'equip. Més endavant en el joc, encara que Ashley Cole va ser derrocat en l'equip quan el Chelsea ja estaven 5-0 dalt, i aquest cop Lampard Drogba va permetre prendre la pena, que va marcar dos gols per anar clares de Rooney. La setmana següent, Drogba ha marcat l'únic gol de la final de la FA Cup 2010 davant el Portsmouth a partir d'un tir lliure, mantenint el seu rècord d'haver marcat en les sis finals de Copa Anglès (FA Cup i Carling Cup) en què ha jugat.

#### 2010–11

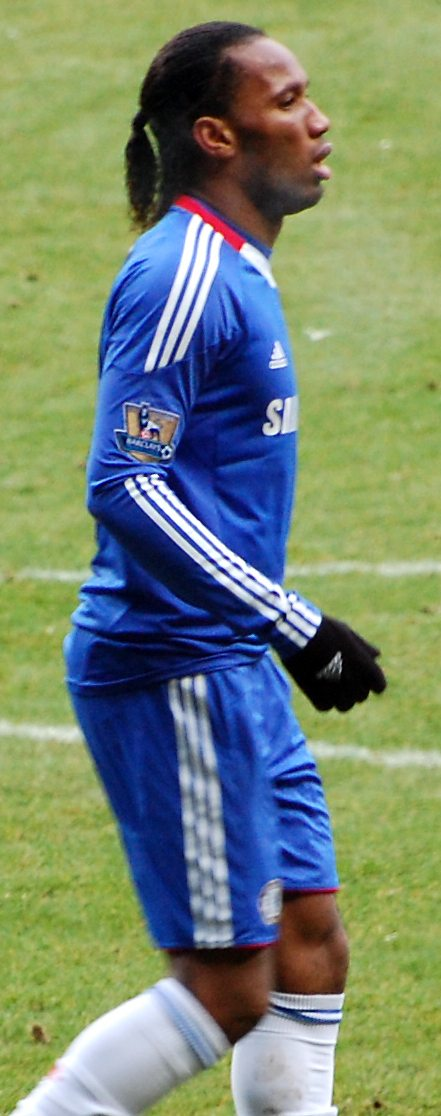
Drogba jugant amb el Chelsea FC enfrontant-se al Newcastle United FC, 28 novembre 2010

Drogba va entrar com un sub d'Anelka contra el Manchester United a la Community Shield, però no va poder ajudar a prevenir el Chelsea de sucumbir a una derrota per 3-1. No obstant això, ell va començar la temporada de la Lliga Premier en bona forma, continuant des d'on l'havia deixat en l'últim dia de la campanya anterior, i es va marcar un hat-trick 'davant el West Brom en la victòria per 6-0. En el proper partit del Chelsea contra el Wigan Athletic en el DW Stadium, Drogba va fer tres assistències en una altra victòria per 6-0. Drogba també va jugar el següent partit a casa davant el Stoke City on va jugar els 90 minuts i va marcar el seu quart gol de la temporada de la Lliga Premier quan es va estavellar un penal després que Nicolas Anelka va ser derrocat per Thomas Sørensen dins de la caixa. El 7 de novembre de 2010, Drogba es va perdre el primer semestre de 2-0 del Chelsea derrota el Liverpool. Més tard es va revelar que havia estat patint de malària com a mínim durant un mes. S'havia queixat de la primera sensació de malestar abans de l'aturada de les competicions de clubs pels compromisos de seleccions de mitjans d'octubre, però la malaltia no va ser diagnosticada fins al 8 de novembre de 2010. Un cop diagnosticat el problema, el Chelsea va insistir que havia de fer una recuperació completa en pocs dies.

#### 2011–12

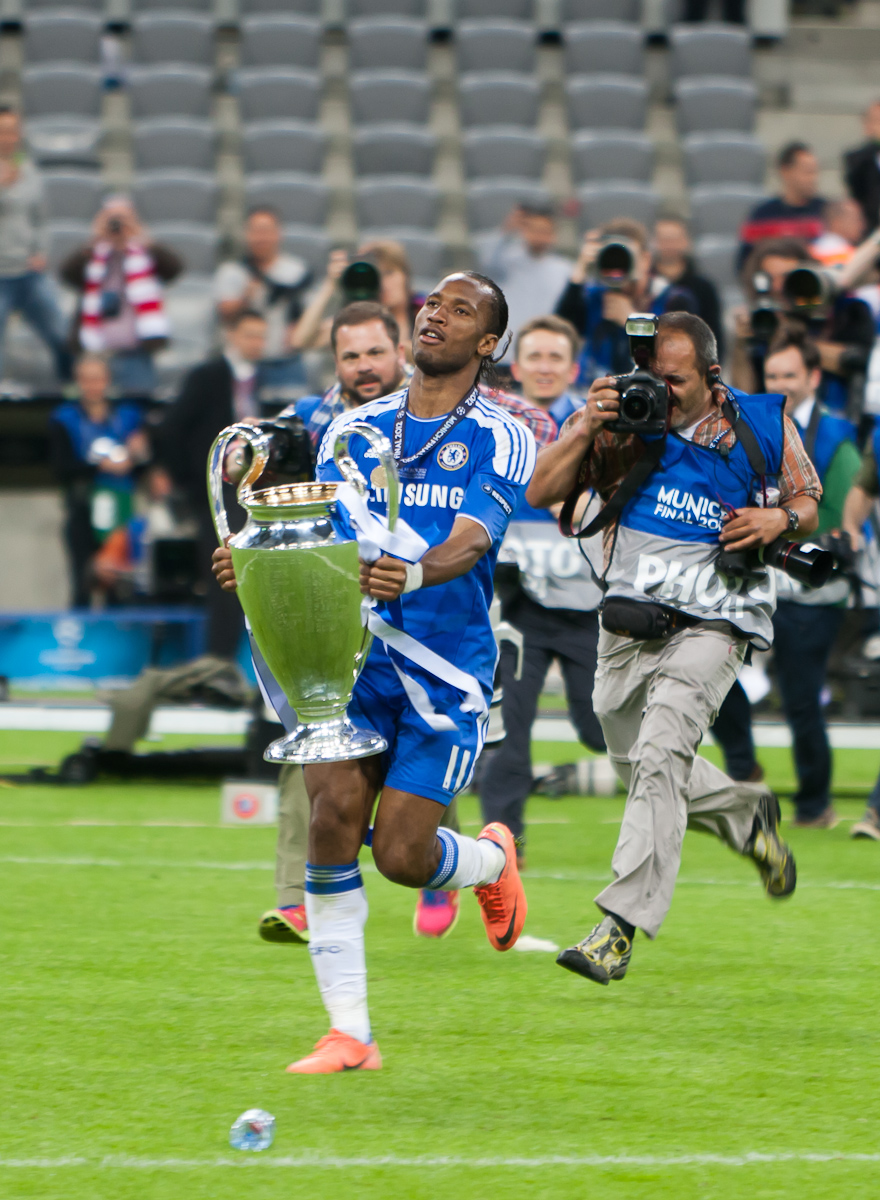
Drogba agafant la Lliga de Campions de la UEFA després d'haver marcat el gol de la victòria a la tanda de penals davant el Bayern de Múnic

Mentre jugava contra el Norwich City el 27 d'agost de 2011, Drogba va patir una commoció cerebral en un xoc amb el porter Norwich Ruddy Joan. Després de perdre dos partits, Drogba va fer el seu retorn a l'equip del Chelsea el 24 de setembre contra el Swansea City. Drogba va entrar a marcar el seu primer gol de la temporada en la victòria per 4-1. Drogba va rebre una targeta vermella el 23 d'octubre contra el Queens Park Rangers, Chelsea va acabar perdent 1-0. El 29 de novembre, Drogba va rebutjar un nou contracte amb el Chelsea i es tanca automàticament per al millor postor. El 31 de desembre de 2011, Drogba ha marcat el seu gol número 150 per al Chelsea davant el Aston Villa, posant-lo al nivell de Peter Osgood i Roy Bentley, en termes de màxims golejadors del club de tots els temps. Tot i que, el Chelsea es porta amb la pena marcat per Drobga, el partit va acabar en una derrota per 3-1 per al Chelsea.
Drogba va marcar el seu 99 Premier League amb el Chelsea el 25 de febrer de 2012, en la victòria per 3-0 sobre el Bolton Wanderers. També era el seu objectiu 151 per al Chelsea, movent fins a quart de tots els temps entre els màxims golejadors del club, per davant de Roy Bentley i Peter Osgood. Drogba va marcar el seu gol número 100 a la Premier League Chelsea el 10 de març de 2012, en la victòria per 1-0 sobre el Stoke City. Ell és el primer jugador africà per arribar a aquest punt de referència.
Ell va marcar el seu setè lloc a Wembley contra l'estil fantàstic de Londres rivals Tottenham el 15 d'abril, colpejant la bola més enllà de l'ex company d'equip, Carlo Cudicini, del Chelsea es va quedar sense guanyadors 5-1 i es va assegurar un lloc a la final de la FA Cup contra el Liverpool. Tres dies més tard, va marcar un gol vital com el Chelsea va vèncer 1-0 a Barcelona a Stamford Bridge en el partit d'anada de la Lliga de Campions semifinal. Drogba va esdevenir el primer jugador a marcar en quatre diferents finals de la Copa FA, ja que va marcar el gol guanyador en el triomf 2-1 del Chelsea sobre el Liverpool el 5 de maig. Al final de la Champions el 19 de maig de 2012, Drogba ha marcat l'empat des del cantó del Joan de Mata al minut 88, tenint el Chelsea en el temps extra i després penals. També va marcar el penal de la victòria en el 4-3 i va portar el Chelsea a la victòria sobre el Bayern de Múnic. Esforç dirigit Drogba ha marcat el seu novè gol en nou partits finals de la Copa per Chelsea, Chelsea llegenda de Gianfranco Zola va parlar després del partit sobre la capacitat de Drogba en els partits importants: "En tots els seus partits molt importants que ha posat un segell en ell."

### Shanghai Shenhua (2012-...)
El 22 de maig de 2012, Chelsea publicat una nota al seu lloc web oficial anunciant que Drogba "deixarà el club quan el seu contracte expira a finals de juny" del 2012. El 19 de juny de 2012, Drogba va declarar que s'uniria a la Xina Superlliga costat del Shanghai Shenhua, que a més s'integra al seu ex company d'equip del Chelsea Nicolas Anelka. Es va informar que va signar un contracte de dos anys i mitja en la qual guanyarà £ 200.000 a la setmana.

### Selecció
En la selecció nacional de Costa de Marfil, és el capità de l'equip, el va portar a la final de la Copa Africana de Nacions en el 2006, on l'equip va caure derrotat contra Egipte. Va jugar el mundial d'Alemanya del 2006 amb la seva selecció, va marcar contra Argentina però van ser derrotats per 2-1.

## Estadístiques

### Club
Actualitzat fins a l'1 d'abril de 2014.
| Club                  | Temporada     | Lliga   | Lliga | Copa    | Copa | Copa de la Lliga | Copa de la Lliga | Competicions Europees | Competicions Europees | Altres  | Altres | Total   | Total |
| Club                  | Temporada     | Partits | Gols  | Partits | Gols | Partits          | Gols             | Partits               | Gols                  | Partits | Gols   | Partits | Gols  |
| --------------------- | ------------- | ------- | ----- | ------- | ---- | ---------------- | ---------------- | --------------------- | --------------------- | ------- | ------ | ------- | ----- |
| Le Mans               | 1998–99       | 2       | 0     | 0       | 0    | 0                | 0                | 0                     | 0                     | 0       | 0      | 2       | 0     |
| Le Mans               | 1999–00       | 30      | 7     | 0       | 0    | 2                | 0                | 0                     | 0                     | 0       | 0      | 32      | 7     |
| Le Mans               | 2000–01       | 11      | 0     | 3       | 1    | 0                | 0                | 0                     | 0                     | 0       | 0      | 14      | 1     |
| Le Mans               | 2001–02       | 21      | 5     | 1       | 1    | 2                | 1                | 0                     | 0                     | 0       | 0      | 24      | 7     |
| Le Mans               | Total         | 64      | 12    | 4       | 2    | 4                | 1                | 0                     | 0                     | 0       | 0      | 72      | 15    |
| Guingamp              | 2001–02       | 11      | 3     | 0       | 0    | 0                | 0                | 0                     | 0                     | 0       | 0      | 11      | 3     |
| Guingamp              | 2002–03       | 34      | 17    | 3       | 4    | 2                | 0                | 0                     | 0                     | 0       | 0      | 39      | 21    |
| Guingamp              | Total         | 45      | 20    | 3       | 4    | 2                | 0                | 0                     | 0                     | 0       | 0      | 50      | 24    |
| Olympique de Marsella | 2003–04       | 35      | 19    | 2       | 1    | 2                | 1                | 16                    | 11                    | 0       | 0      | 55      | 32    |
| Olympique de Marsella | Total         | 35      | 19    | 2       | 1    | 2                | 1                | 16                    | 11                    | 0       | 0      | 55      | 32    |
| Chelsea FC            | 2004–05       | 26      | 10    | 2       | 0    | 4                | 1                | 9                     | 5                     | 0       | 0      | 41      | 16    |
| Chelsea FC            | 2005–06       | 29      | 12    | 3       | 1    | 1                | 0                | 7                     | 1                     | 1       | 2      | 41      | 16    |
| Chelsea FC            | 2006–07       | 36      | 20    | 6       | 3    | 5                | 4                | 12                    | 6                     | 1       | 0      | 60      | 33    |
| Chelsea FC            | 2007–08       | 19      | 8     | 1       | 0    | 1                | 1                | 11                    | 6                     | 0       | 0      | 32      | 15    |
| Chelsea FC            | 2008–09       | 24      | 5     | 6       | 3    | 2                | 1                | 10                    | 5                     | 0       | 0      | 42      | 14    |
| Chelsea FC            | 2009–10       | 32      | 29    | 4       | 3    | 2                | 2                | 5                     | 3                     | 1       | 0      | 44      | 37    |
| Chelsea FC            | 2010–11       | 36      | 11    | 2       | 0    | 0                | 0                | 7                     | 2                     | 1       | 0      | 46      | 13    |
| Chelsea FC            | 2011–12       | 24      | 5     | 3       | 2    | 0                | 0                | 8                     | 6                     | 0       | 0      | 35      | 13    |
| Chelsea FC            | Total         | 226     | 100   | 27      | 12   | 15               | 9                | 69                    | 34                    | 4       | 2      | 341     | 157   |
| Shanghai Shenhua      | 2012          | 11      | 8     | 0       | 0    | –                | –                | 0                     | 0                     | 0       | 0      | 11      | 8     |
| Shanghai Shenhua      | Total         | 11      | 8     | 0       | 0    | –                | –                | 0                     | 0                     | 0       | 0      | 11      | 8     |
| Galatasaray SK        | 2012–13       | 13      | 5     | 0       | 0    | –                | –                | 4                     | 1                     | 0       | 0      | 17      | 6     |
| Galatasaray SK        | 2013–14       | 23      | 10    | 4       | 2    | –                | –                | 8                     | 2                     | 1       | 1      | 36      | 14    |
| Galatasaray SK        | Total         | 36      | 15    | 4       | 2    | –                | –                | 12                    | 3                     | 1       | 1      | 53      | 20    |
| Total carrera         | Total carrera | 417     | 174   | 40      | 20   | 23               | 11               | 97                    | 48                    | 5       | 3      | 582     | 256   |

### Internacional
Actualitzat fins als partits jugats del 8 de març de 2014.
| Equip Nacional | Any   | Amistosos | Amistosos | Competició Internacional | Competició Internacional | Total   | Total |
| Equip Nacional | Any   | Partits   | Gols      | Partits                  | Gols                     | Partits | Gols  |
| -------------- | ----- | --------- | --------- | ------------------------ | ------------------------ | ------- | ----- |
| Costa d'Ivori  | 2002  | 0         | 0         | 1                        | 0                        | 1       | 0     |
| Costa d'Ivori  | 2003  | 4         | 1         | 3                        | 3                        | 7       | 4     |
| Costa d'Ivori  | 2004  | 3         | 3         | 4                        | 3                        | 7       | 6     |
| Costa d'Ivori  | 2005  | 3         | 1         | 5                        | 6                        | 8       | 7     |
| Costa d'Ivori  | 2006  | 7         | 4         | 7                        | 4                        | 14      | 8     |
| Costa d'Ivori  | 2007  | 6         | 3         | 2                        | 1                        | 8       | 4     |
| Costa d'Ivori  | 2008  | 2         | 1         | 6                        | 3                        | 8       | 4     |
| Costa d'Ivori  | 2009  | 1         | 1         | 5                        | 6                        | 6       | 7     |
| Costa d'Ivori  | 2010  | 5         | 2         | 6                        | 2                        | 11      | 4     |
| Costa d'Ivori  | 2011  | 2         | 1         | 3                        | 4                        | 5       | 5     |
| Costa d'Ivori  | 2012  | 4         | 2         | 10                       | 7                        | 14      | 9     |
| Costa d'Ivori  | 2013  | 2         | 1         | 7                        | 3                        | 9       | 4     |
| Costa d'Ivori  | 2014  | 1         | 1         | 0                        | 0                        | 1       | 1     |
| Costa d'Ivori  | Total | 40        | 21        | 59                       | 42                       | 99      | 63    |

## Palmarès
Chelsea FC
- 1 Lliga de Campions de la UEFA: 2011-12.
- 4 FA Premier League: 2004-05, 2005-06, 2009-10, 2014-15.
- 4 FA Cup: 2006-07, 2008-09, 2009-10, 2011-12.
- 3 League Cup: 2004-05, 2006-07, 2014-15.
- 2 Community Shield: 2005, 2009.

Galatasaray SK
- 1 Super Lliga Turca: 2012-13.
- 1 Copa turca: 2013-14.
- 1 Supercopa turca: 2013.

Phoenix FC
- 1 Western Conference: 2018.